# 무한동력
《무한동력》은 네이버 TV에서 2013년 11월 12일부터 2013년 11월 28일까지 공개된 웹드라마이다.

## 등장 인물

### 주요 인물
- 임슬옹: 장선재 역 - 취준생
- 김슬기: 김솔 역 - 네일아티스트
- 안내상: 한원식 역 - 철물점 운영, 일명 맥가이버
- 최효종: 진기한 역
- 우희: 한수자 역 - 고3 수험생, 실세, 원식의 맏딸
- 공명: 한수동 역 - 고1, 원식의 아들, 수자의 동생

### 그 외
- 이성재: PD 역
- 오기환: 카메라맨 역
- 성찬호: 양 교수 역
- 손영순: 동네할머니 역
- 차동신: 면접관(여) 역
- 이정성: 면접관(남) 역
- 동윤석: 동현 역 - 선재의 친구
- 최철규: 두식 역 - 선재의 친구
- 박설영: 미란 역 - 두식의 여자친구
- 차송이: 앵커 역

## 회차별 부제
| 회차 | 업로드 일자      | 부제                                                                              | 런닝 타임 |
| ---- | ---------------- | --------------------------------------------------------------------------------- | --------- |
| 1화  | 2013년 11월 12일 | 꿈과 현실 사이 나는야 꿈꾸는 취준생                                               | 16:45     |
| 2화  | 2013년 11월 14일 | 예상 밖과 예상 안 무한동력이라고? 알랑가 몰라                                     | 15:00     |
| 3화  | 2013년 11월 19일 | 알 수 없는 세상, 알아가는 세상 세상에 이런 일이!                                  | 11:15     |
| 4화  | 2013년 11월 21일 | 도박 아닌 도전 후회라는 말은 뭐든 해보고 하는 말                                  | 14:20     |
| 5화  | 2013년 11월 26일 | 재능보다 열정으로 죽기 전에 못 먹은 밥이 생각날까 아니면 못 이룬 꿈이 생각날까... | 13:59     |
| 6화  | 2013년 11월 28일 | 내 삶의 무한동력 당신의 꿈을 응원합니다                                           | 22:30     |